# Ларссон, Зеня
Зеня Шайна Ларссон (пол. Zenia Szajna Larsson), урождённая Марцинковская (пол. Marcinkowska; 2 апреля 1922, Лодзь, Польша — 4 сентября 2007, Стокгольм, Швеция) — шведская писательница и скульптор родом из Польши, пережившая Холокост.

## Биография и творчество
Зеня Марчинковски родилась в 1922 году в Лодзи, в семье парикмахера. Мать умерла, когда ей было девять лет. В 1937 году её отец снова женился. В 1940 году, после того как Лодзь оккупировали немецкие войска, семья Зени была заключена в гетто. С 1940 по 1944 год Зеня находилась в Лодзинском гетто, и там же умер её отец. В 1944 году Зеню и её мачеху перевели в Освенцим, а оттуда — в Берген-Бельзен. Мачеха Зени умерла через десять дней после освобождения лагеря британскими вооружёнными силами в 1945 году. Сама она была жива, но находилась в тяжёлом состоянии и была крайне истощена. Представители шведского Красного креста перевезли её на лечение в Мальмё.
В Швеции Зеня, с детства любившая рисовать, поступила в Академию искусств, где училась скульптуре у Эрика Грате. Окончив Академию в 1952 году, она работала с различными материалами: деревом, гипсом, мрамором и терракотой. В числе прочего она создала ряд скульптурных портретов, в том числе Астрид Линдгрен. В 1950 году она вышла замуж за инженера Пера-Акселя Ларссона, с которым жила вплоть до его смерти в 1994 году.
О том, что ей довелось пережить в концентрационных лагерях, Зеня Ларссон смогла говорить и писать лишь долгое время спустя. В 1960 году она опубликовала автобиографический роман «Skuggorna vid träbron», ставший первым в трилогии о девочке по имени Паула Левин и её страшном опыте. Действие первой части происходит в Лодзи; вторая, «Lång är gryningen» (1961), повествует о Берген-Бельзене и его освобождении; третья, «Livet till mötes» (1962) — о прибытии в Швецию и трудностях адаптации. Помимо трилогии, Ларссон написала ещё десять романов, а также ряд новелл, эссе и радиопьес. Темами её творчества были судьбы еврейства в середине XX века и опыт беженцев в Швеции.
Зеня Ларссон умерла в 2007 году.